# Spongodes hyalina
Spongodes hyalina är en korallart som först beskrevs av Huzio Utinomi 1954.  Spongodes hyalina ingår i släktet Spongodes och familjen Nephtheidae. Inga underarter finns listade i Catalogue of Life.